# Fanyarka
A fanyarka (Amelanchier) a rózsavirágúak (Rosales) rendjébe, ezen belül a rózsafélék (Rosaceae) családjába tartozó nemzetség.
A fajok többsége Észak-Amerikában honos, azonban ez a növénynemzetség Európában, Észak-Afrikában és Ázsia délebbi részein is fellelhető. Egyes fajokat nehéz megkülönböztetni egymástól, könnyen hibridizálódnak. Amerikában főként az A. alnifolia, A. spicata, és az A. canadensis fajok használatosak gyümölcstermő faként.

## Leírás
Lombhullató cserjék vagy kis fák. Leveleik egyszerűek, fűrészes vagy ép szélűek. Virágzatuk végálló fürt, virágaik hímnősek, a párta fehér, a csésze harang alakú. A termés ehető, fanyar ízű, borsó méretű almácska.

## Felhasználás
Kerti díszcserjeként
A kopasz fanyarka (A. laevis) könnyen összetéveszthető az A. lamarckii-val. Kis fa, lombfakadással egy időben nyíló 5 hosszúkás szirmú, fehér virágokkal. A termés vörösből feketére érik, a madarak szívesen fogyasztják. Értékes dísze szép őszi lombszíne.
A szirti fanyarka (A. ovalis) Dél- és Közép-Európában honos (Magyarországon is honos és védett), cserje termetű tarackoló növény. Kertekbe a 'Helvetia' fajtáját ültetik, mely legfeljebb 1 méter magasra nő, az alapfajnál kisebb levelei és szép őszi lombszíne van. Köves, meleg lejtőn, vagy edényben is tartható.
Termését
A madaraktól megmentett termések sok vitamint tartalmaznak, nyersen is fogyaszthatók, illetve gyümölcslé, lekvár készítésére alkalmasak.

## Rendszerezés
A nemzetségbe az alábbi 24 faj és 4 hibrid tartozik:
- égerlevelű fanyarka (Amelanchier alnifolia) (Nutt.) Nutt. ex M.Roem.
- Amelanchier amabilis Wiegand
- Amelanchier arborea (F.Michx.) Fernald
- Amelanchier asiatica (Siebold & Zucc.) Endl. ex Walp.
- Amelanchier bartramiana (Tausch) M.Roem.
- kanadai fanyarka (Amelanchier canadensis) (L.) Medik.
- Amelanchier covillei Standl.
- Amelanchier cusickii Fernald
- Amelanchier fernaldii Wiegand
- Amelanchier × grandiflora Rehder
- Amelanchier humilis Wiegand
- Amelanchier interior E.L.Nielsen
- Amelanchier × intermedia Spach
- kopasz fanyarka (Amelanchier laevis) Wiegand
- mézalmácska (Amelanchier lamarckii) F.G.Schroed.
- Amelanchier nantucketensis E.P.Bicknell
- Amelanchier × neglecta Eggl. ex K.R.Cushman, M.B.Burgess, E.T.Doucette & C.S.Campb.
- Amelanchier obovalis (Michx.) Ashe
- szirti fanyarka (Amelanchier ovalis) Medik. - típusfaj
- Amelanchier pallida Greene
- Amelanchier parviflora Boiss.
- Amelanchier × quinti-martii Louis-Marie
- Amelanchier sanguinea (Pursh) DC.
- Amelanchier sinica (C.K.Schneid.) Chun
- fürtös fanyarka (Amelanchier spicata) (Lam.) K.Koch
- Amelanchier stolonifera Wiegand
- Amelanchier turkestanica Litv.
- Amelanchier utahensis Koehne